# Откідич Володимир Сергійович
Володи́мир Сергі́йович Откі́дич — капітан Збройних сил України, начальник інженерної служби, 703-й окремий полк оперативного забезпечення.

## Життєпис
23 січня 2015-го під час виконання бойових завдань командир інженерно-дорожньої роти інженерно-дорожнього батальйону капітан Откідич виставив мінно-вибухові загородження поблизу Опитного Донецької області. Опісля бою група саперів під командуванням Откідича у підбитому МТ-ЛБ противника виявила та полонила двох терористів проросійських угруповань.
13.07.2018 у ДТП, що сталась близько 14:30, на автошляху Львів — Самбір, між селами Лапаївка та Оброшине Пустомитівського району, — водій автомобіля Mazda-626 не впорався з керуванням на слизькій дорозі та на швидкості виїхав на зустрічну смугу, де сталось зіткнення з мікроавтобусом Ford Transit. Внаслідок ДТП двоє пасажирів Мазди, військовослужбовці 703-го полку майор Юрій Зайцев і молодший лейтенант Роман Спринський, загинули на місці, водій (старший лейтенант) і майор Откідич зазнали травм. Перебував у Львівському військовому госпіталі у важкому стані, переніс складні операції.
Помер 31 липня 2018 року. Похований у Кам'янці-Подільському, на Алеї Слави міського кладовища.
Залишились дружина та дві доньки.

## Нагороди
За особисту мужність і високий професіоналізм, виявлені у захисті державного суверенітету та територіальної цілісності України, вірність військовій присязі нагороджений орденом «За мужність» III ступеня (3.11.2015).